# هنري فيلد (لاعب قفز طويل)
هنري فيلد (بالإنجليزية: Henry Field)‏ هو لاعب قفز طويل أمريكي، ولد في 14 نوفمبر 1878 في سلاتر في الولايات المتحدة، وتوفي في 23 أكتوبر 1944 في مارشال في الولايات المتحدة.

## وصلات خارجية
- هنري فيلد على موقع أوليمبيديا (الإنجليزية)